# Stanisław Kiszka (biskup żmudzki)
Stanisław Kiszka herbu Dąbrowa (ur. 1584, zm. 1626), duchowny rzymskokatolicki. Był starszym bratem Janusza, hetmana polnego litewskiego.
Urodził się jako kalwin, na katolicyzm przeszedł w 1606. Po święceniach kapłańskich pełnił kolejno funkcje kanonika i prepozyta wileńskiego, sekretarza królewskiego i referendarza Wielkiego Księstwa Litewskiego.
Od 1614 sekretarz królewski. Od 1618 ordynariusz żmudzki, rozwinął sieć parafialną.
Pochowany w katedrze św. Stanisława i św. Władysława w Wilnie.